# Natal'ja Zasul'skaja
Natal'ja Borisovna Zasul'skaja (in russo Наталья Борисовна Засульская?; Kaunas, 28 maggio 1969) è un'ex cestista russa con cittadinanza spagnola, fino al 1991 sovietica.
È una delle giocatrici di pallacanestro più titolate di sempre; dal 2010 è stata ammessa nel FIBA Hall of Fame e nel 2006 è stata inserita dalla Federazione russa nel miglior quintetto russo dell'ultimo secolo.

## Carriera

### Squadre di club
Natalia Zassoulskaya  ha giocato nel campionato russo (dapprima sovietico) ed in quello spagnolo. Dal 1985 al 1991 ha militato nello Spartak Leningrado, squadra con la quale vinse il primo titolo.
Nel 1991 si è trasferita in Spagna al C.B. Godella; con la squadra valenciana ha vinto 2 EuroLeague Women, 5 campionati nazionali e 2 Coppe di Spagna. Dal 1996 al 1998 ha disputato gli ultimi due anni in Spagna nel Pool Getafe Madrid, con cui ha vinto altri 2 campionati e 2 Coppe di Spagna.
Nel 1998 è tornata in Russia alla Dinamo Mosca, chiudendo la carriera nel 2004. Con la squadra di Mosca ha vinto 3 edizioni del campionato russo.
Dopo essersi ritirata ha ricoperto dapprima l'incarico di delegata del Ciudad Ros Casares Valencia, e successivamente quello di assistente del tecnico della stessa società.

### Nazionale
A causa dell'instabile situazione politica nell'ex Unione Sovietica a cavallo tra gli anni ottanta e novanta, la Zassoulskaya ha militato in tre differenti nazionali: quella sovietica, quella della Squadra Unificata ed infine in quella della Russia.
Nel suo palmarès figurano un oro olimpico a Barcellona 1992 con la Squadra Unificata, ed un bronzo a Seoul 1988 con l'Unione Sovietica.
Ai Mondiali ha conquistato l'argento nel 1998 con la Russia. Agli Europei ha vinto tre medaglie d'oro consecutivamente dal 1987 al 1991 con la nazionale sovietica.

## Vita privata
La Zasul'skaja ha un figlio nato a Valencia, avuto con l'ex marito spagnolo.

## Palmarès

### Club
- EuroLeague Women: 2

C.B. Godella: 1992, 1993
- Liga Femenina de Baloncesto: 7

C.B. Godella: 1992, 1993, 1994, 1995, 1996
Pool Getafe Madrid: 1997, 1998
- Ženščiny Superliga A: 3

ŽBK Dinamo Mosca: 1999, 2000, 2001
- Campionato sovietico: 1

Spartak Leningrado: 1990

### Nazionale
Giochi olimpici
- Oro: 1

Squadra Unificata: 1992
- Bronzo: 1

Unione Sovietica: 1988
Mondiali
- Argento: 1

Russia: 1998
Europei
- Oro: 3

Unione Sovietica: 1987, 1989, 1991
- Bronzo: 1

Russia: 1999

### Premi individuali
- FIBA Hall of Fame: ammessa nel 2010
- Eletta dalla Federazione russa nel miglior quintetto russo del secolo[3]